# Frank McKinney
Frank Edward McKinney Jr. (Indianapolis, 3 novembre 1938 – Indianapolis, 11 settembre 1992) è stato un nuotatore statunitense.
Specializzato nel dorso, ha vinto tre medaglie ai Giochi olimpici: il bronzo nei 100 m dorso a Melbourne 1956 e la medaglia d'oro nella staffetta 4x100 m misti a Roma 1960, in aggiunta all'argento nuovamente nei 100 m dorso.
È uno dei Membri dell'International Swimming Hall of Fame
È stato primatista mondiale della staffetta 4x100 m misti.

## Palmarès
- Olimpiadi

Melbourne 1956: bronzo nei 100m dorso.
Roma 1960: oro nella staffetta 4x100m misti e argento nei 100m dorso.
- Giochi panamericani

1955 - Città del Messico: oro nei 100m dorso e nella staffetta 4x100m misti (con record mondiale).
1959 - Chicago: oro nella staffetta 4x100m misti e nei 100m dorso.